# Mothman

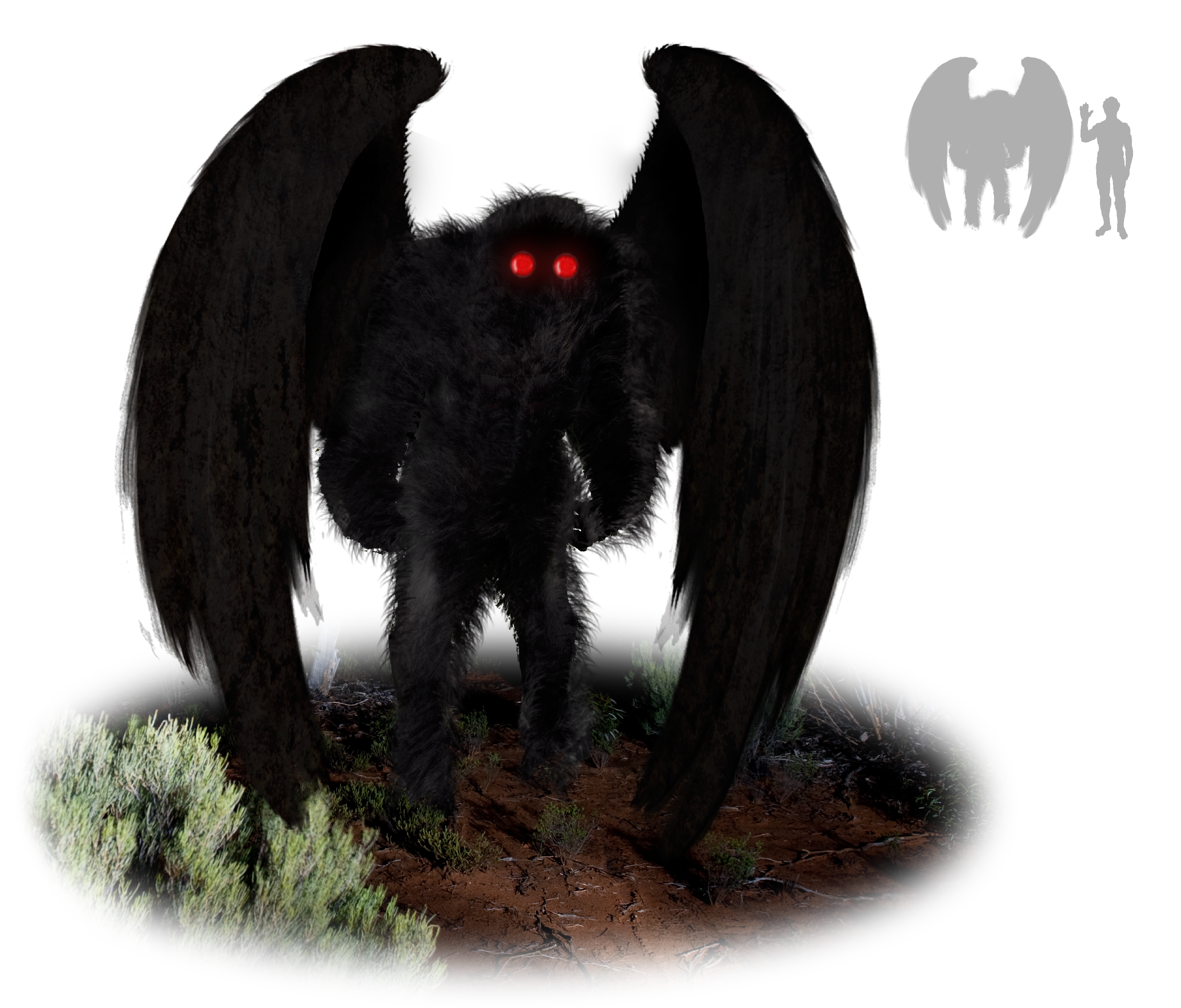
Impressão do artista de Mothman

Mothman ("homem-mariposa", ou "homem-traça") é uma suposta criatura sobrenatural que teria aparecido em Charleston e Point Pleasant, entre novembro de 1966 e dezembro de 1967. Sua aparição estaria associada ao acontecimento de futuros desastres. A criatura é estudada e investigada pela Criptozoologia, sendo portanto um criptóide.
O primeiro avistamento atribuído à criatura alada aconteceu em 12 de novembro de 1966, por cinco homens que estavam cavando uma cova em um cemitério perto de Clendenin. Eles viram "uma figura humana de cor marrom e com asas".

## Relatos de aparições
De acordo com o livro Strange Creatures From Time and Space (1970), de John A. Keel, a criatura sobrenatural começou a ser vista em Ohio a partir de 1959, quando sobrevoou rapidamente o pátio da mulher de um médico. Trata-se de uma borboleta gigante e apenas se atreveu a mencionar o incidente para algumas pessoas. O som foi descrito por outras testemunhas em locais e dias diferentes como sendo emitido por um grande rato.
Após essas visões, o Mothman passou a ser visto com mais frequência em Point Pleasant, onde ganhou a notoriedade que se espalhou pelo mundo, sobretudo entre os anos de 1966 e 1967. Foi descrita como sendo uma aparição de olhos fumegantes vermelhos, de um ser alado muito grande. Observações foram relatadas em Mason, Lincoln, Logan, Kanawha e Nicholas. A maior parte da população permaneceu cética, mas a histeria das testemunhas que se multiplicavam rapidamente era muito real.
Um dos casos mais notórios ocorreu na tarde de 15 de novembro de 1966, ao passarem de carro por uma fábrica abandonada de TNT, perto de Point Pleasant, Virgínia Oeste, dois jovens casais avistaram dois olhos enormes, de 5 cm de largura e 15 cm distantes um do outro, ligados a uma coisa que "tinha a forma de um homem, mas maior". Talvez entre 1,80 e 2,10 m de altura. E tinha asas grandes recolhidas nas costas. Os olhos eram hipnóticos, as testemunhas concordaram. Quando o ser começou a se mover em direção à porta da fábrica, os quatro entraram em pânico e fugiram. Logo depois viram a mesma criatura, ou semelhante, na encosta de uma colina perto da estrada. Ela abriu as asas, que pareciam de morcego, levantou voo e seguiu o carro, que àquela altura estava a 160 km/h. Disse um dos quatro ao investigador John A. Keel que ele nem bateu as asas, ficava acompanhando-os de cima. As testemunhas disseram ao xerife interino Millard Halstead que ela emitia um ruído de um disco tocado em alta velocidade ou um guincho de camundongo. E seguiu-os pela Rodovia 62 até a divisa da cidade de Point Pleasant.
A própria polícia da cidade de Charleston, Virgínia Ocidental recebeu uma chamada telefônica excitada de um certo Richard West às 10:15 da noite, na segunda, 21 de novembro. O homem insistiu que um homem alado estava sentado no telhado de sua casa. Tinha cerca de 1 metro e oitenta de altura e uma envergadura de asas de um metro e oitenta a dois metros e quarenta, relatou West, excitadamente. Disse ainda que a criatura tinha grandes olhos vermelhos.
Alguns outros relatos também são coerentes com o fato de que perseguiu automóveis nas estradas e pessoas a pé.

## Relações com OVNIS e supostas profecias

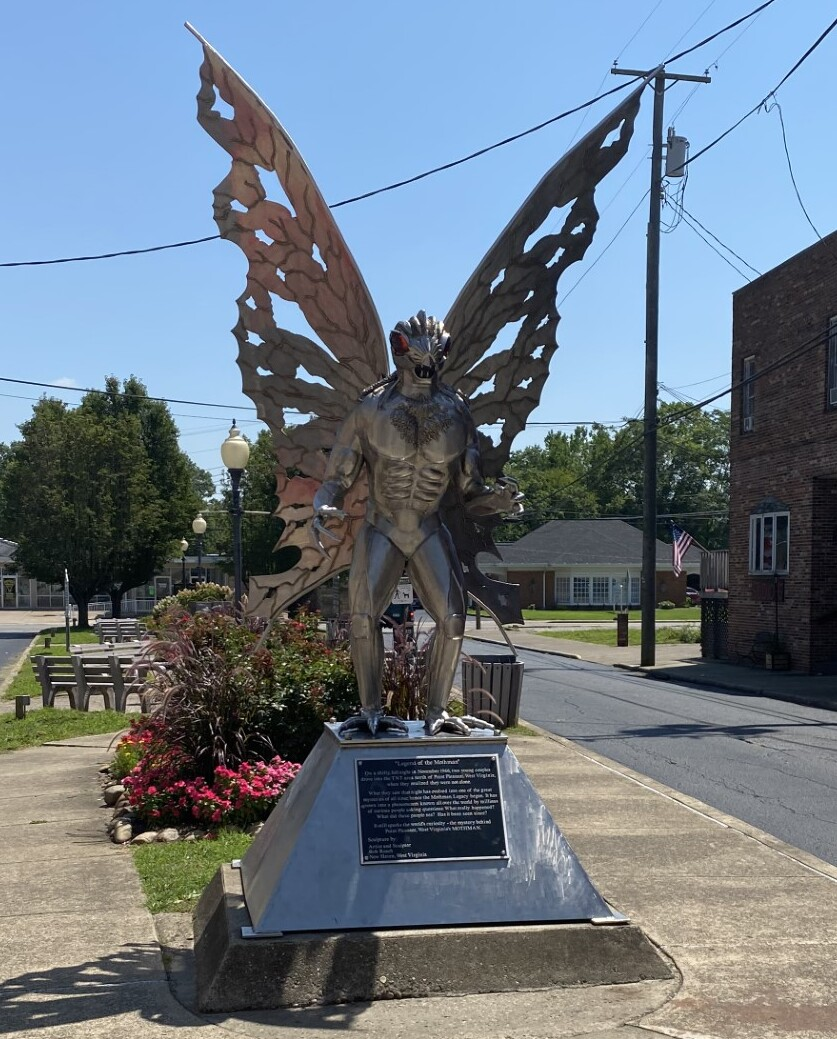
Estátua do mothman em Point Pleasant, na Virgínia Ocidental.

Há coincidências das aparições da criatura com relatos de aparecimentos de OVNIS. Diversas pessoas em Ohio no ano de 1966 relataram terem visto discos voadores. Point Pleasant faz parte do altamente industrializado Vale do Ohio e está na beira do Bible Belt. As testemunhas foram identificadas como pessoas educadas e honestas, altamente devotas de suas convicções religiosas e não teriam motivo para mentir. No total, foram descritas 26 observações documentadas com descrições do Mothman na Virgínia Oeste entre 1966 e 1967. Histórias semelhantes continuaram a ser descritas em Point Pleasant até 1969. Depois dos anos 1960, o Mothman esvaneceu, voltou à penumbra da realidade. Em outubro de 1974 houve uma aparição, em Elma, Nova York.
Até o momento não existe um consenso entre os pesquisadores se os Homens Mariposa seriam uma entidade vista por videntes, uma criatura extraterrestre, um produto da imaginação ou fantasia de alguns, ou algo não descoberto pela ciência. Os Homens Mariposa já apareceram no episódio Homens Mariposa da quinta temporada da série de TV Arquivo X. A relação com a profecia de futuros desastres é algo não consensual, visto que ele não se comunicava verbalmente com as pessoas, pelo menos durante as observações. Entretanto, há relatos de visões esporádicas do ser antes de desastres, de acordo com John A. Keel, autor também do livro The Mothman Prophecies, de 1975, que inspirou um filme homônimo protagonizado por Richard Gere (em português A Última profecia) lançado em 2002. Existem relatos em que a criatura foi vista nos dias que antecederam a outros acontecimentos trágicos no mundo, incluindo um terremoto na Cidade do México em 1985, o acidente nuclear de Chernobil, em 1986 e a queda das Torres Gêmeas, em 2001.

## O Homem Mariposa no exterior
A única aparição no exterior documentada ocorreu na Inglaterra, numa estrada rural perto de Sendling Park, Hythe, Kent, em 16 de outubro de 1997, quando quatro jovens disseram ter visto uma "estrela" subir aos céus e sumir atrás das árvores não muito longe dali. Com medo, fugiram, mas logo depois pararam para ver uma luz dourada e oval que sobrevoava um campo a 80 m de distância. O OVNI dirigiu-se para a área arborizada e desapareceu de vista. De repente, as testemunhas viram uma forma escura caminhando cambaleante em direção a elas, vinda do outro lado do campo. Era preta, de tamanho humano e sem cabeça, com asas que pareciam de morcego. Diante das circunstâncias, os quatro preferiram não se demorar no local.

## Possibilidades e outras possíveis explicações
A aparição desse misterioso ser foi notícia no New York Sun, em 18 de setembro de 1877. O jornal relatou que uma curiosa criatura, com aspecto humano, mas com asas de morcego, ou para outros de mariposa, foi visto em Nova Iorque, particularmente no Brooklyn, durante o período de 1877 a 1880.
Na Inglaterra, também no início do século XIX, nas cercanias da região de Piccadilly Circus Station, foram relatadas aparições de uma estranha criatura que se acredita ser o Homem Mariposa. Alguns descreviam esta sinistra figura como um cavaleiro alado acompanhado de seu cão negro (black dog) de olhos vermelhos, que são visto à noite dentro dos túneis do subterrâneo de Londres. Estas estranhas aparições começaram a ser descritas, coincidentemente, logo após a demolição do teatro Egyptian Hall, em 1903, na cidade de Londres.
A Egyptian Hall foi uma conhecida Casa do Mistério, um centro de ilusionismo da família dos mágicos Maskelyne, sendo o mais famoso Jasper Maskelyne, que para alguns é, na verdade, o nome acrônimo do agente oculto Magister MaskMelin, um mágico espião desaparecido no começo da Segunda Guerra Mundial. Mas, segundo outras versões, Egyptian Hall depois de sua demolição, deixou vestígios de estranhas cavernas que serviram para acobertar um esconderijo de uma certa organização secreta de agentes conhecidos como Lantern's denominada The Seven Circle, que se utilizava da expansão de algumas linhas do metrô da região de Piccadilly, para ter acesso a toda a cidade de Londres através de seus túneis subterrâneos. Essas afirmações estão descritas nos relatórios do Serviço Secreto Inglês, e estão pouco a pouco sendo liberadas ao domínio público. Muitas dessas informações secretas explicam vários mistérios e lendas urbanas sobre o Mothman ou do cavaleiro alado e seu cão negro no subterrâneo de Londres.
Vários estudiosos do caso deduzem que a tal criatura com grandes asas e olhos vermelhos pode ser um Tyto alba, nome científico para uma coruja que se esconde em celeiros e só sai à noite. Mas as conclusões ainda não são definitivas e os estudos e discussões avançam.

## Livros
- Coleman, L. Mothman and Other Curious Encounters. (2002). ISBN 978-1-931044-34-9
- Colvin, Andrew "The Mothman's Photographer: The Work of an Artist Touched by the Prophecies of the Infamous Mothman" (2007). ISBN 978-1-4196-5265-3
- Colvin, Andrew "The Mothman's Photographer II: Meetings With Remarkable Witnesses Touched by Paranormal Phenomena, UFOs, and the Prophecies of West Virginia's Infamous Mothman" (2007). ISBN 978-1419652664
- Keel, John A. "The Mothman Prophecies" (2007). ISBN 0-7653-4197-2
- Keel, John A. "The Eighth Tower" (1977). ISBN 978-0-451-07460-7
- Keel, John A. "El enigma de las extrañas criaturas" Ed. ATE, Barcelona, 1981
- Donnie Sergent Jr. "Mothman: The Facts Behind the Legend" (2001) ISBN 978-0-9667246-7-7